# San Morales
San Morales település Spanyolországban, Salamanca tartományban. San Morales Aldearrubia és Calvarrasa de Abajo községekkel határos. Lakosainak száma 366 fő (2024).

## Népesség
A település népessége az elmúlt években az alábbi módon változott:
| Lakosok száma | 232  | 238  | 256  | 261  | 294  | 281  | 332  | 334  | 345  | 366  |
|               | 2001 | 2004 | 2007 | 2009 | 2012 | 2014 | 2017 | 2019 | 2022 | 2024 |